# ミスター雁之助
ミスター雁之助（ミスターがんのすけ、1968年6月20日 - ）は、日本の元プロレスラー、YouTuber。本名：本田 雅史（ほんだ まさし）。長崎県長崎市出身。熊本商科大学（現：熊本学園大学）卒業。

## 経歴

### FMW時代
大学のプロレス研究会で江崎英治（後のハヤブサ）と出会う。1991年、江崎と共にFMWの入団テストを受けて合格。6月22日に北海道羽幌小学校体育館の市原昭仁戦でデビューを果たす。当初は本名の「本田雅史」をそのままリングネームとして使用し、同年9月に「ミスター雁之助」と改名される。
1995年2月には大仁田厚と組んで、ミスター・ポーゴ、ザ・グラジエーターから世界ブラスナックルタッグ王座を奪取。江崎に次ぐ次代のエース候補と目された。

### FMW離脱と再参戦
1995年4月23日、雁之助はターザン後藤らと共にFMWを離脱し、「真FMW軍」としてIWA・JAPANなどで活動。8月、同団体が川崎球場で開催したデスマッチ・トーナメントでは、初戦でタイガー・ジェット・シンに敗れた。
1997年1月、雁之助は再びFMWに参戦、翌年には冬木弘道、金村キンタローらとヒールユニットTNRを結成しハヤブサら正規軍と敵対した。翌年には田中将斗を破り、二冠統一選手権王者となった。だが、雁之助のライバルでもあるハヤブサがマスクを脱いで新キャラクター、H（エイチ）となると、雁之助もハヤブサを名乗る覆面レスラーとなって横浜アリーナのメインイベントでHと対戦したが、Hのフェニックススプラッシュに敗れた。雁之助はこの試合終了後、長年敵対してきたハヤブサと和解した。

### FMW倒産後から引退まで
FMW倒産後、雁之助はハヤブサらと共にWMFを立ち上げるものの、ハヤブサ、GOEMON、マンモス佐々木など主力選手の多くが離脱した。雁之助は小島聡、佐々木健介などのトップレスラーとWMFのリング上で対戦し、2003年、全日本プロレスでは黒田哲広とのタッグでアジアタッグ王座を奪取した。
その後、自らのニックネームを冠した自主興行「鬼神道」を開催。
2007年1月27日、無我ワールド・プロレスリングにフリーとして参戦。バック・クオーターメインとのシングルで勝利を収める。試合後、インディー批判をする同団体の西村修に対し雁之助は、（西村は、その場に不在であったが。）「インディーの何が悪いのか、何が気に食わないのか教えてくれ!」と訴えていた。
4月18日、旧知のさくらえみ率いるアイスリボンに電撃入団したが、2日後「アイスリボンは女子の団体」と希月あおいら所属選手が反対し、雁之助が不在のうちに退団→最高顧問就任となった。その後も不定期でアイスリボンの試合には出場している。
2007年、引退を発表。金村の解雇に伴う活動休止から再開したアパッチプロレス軍でFMWレジェンド軍を率いて参戦するなど数多くの試合をこなし、2008年12月27日、自主興行「鬼神道ファイナル〜ミスター雁之助引退試合〜」を以って現役を引退した。

### 引退後
引退後も、雁之助はネオプラスによる新体制となったアイスリボンに引き続きリングアナウンサー、コーチ（最高顧問兼任）として参加し、大会ではリングアナウンサー、試合のない日ではコーチとして、後進の指導にあたった。
2009年5月25日、プロレスラーの芸能活動支援を目的にプロレスラーによる芸能事務所「鬼神道プロダクション」を設立（オープニングメンバーにGENTARO、宮本裕向、藤田峰雄、真琴）。雁之助も自主映画を制作し、映画主演を果たすなどタレントや俳優としても活躍した他、9月5日からは「鬼神道リターンズ」と題してプロモーターとしての興行を定期的に開催していた。
2010年、ガッツワールドプロレスリングが新たに旗揚げした新ブランド「Truth」の相談役に就任した。

### 復帰
2014年10月12日、ガッツワールドプロレスリング初の後楽園ホール大会にてガッツワールドプロレスリング所属選手として現役復帰を果たした。
2016年5月8日、ガッツワールド二度目の後楽園ホール大会にて前年の戴冠より7度の防衛に成功して絶対王者とも言われていたダイスケの持つGWC認定シングル王座に2015年7月以来二度目の挑戦し、33分を超える激闘の末2度のファイアー・サンダーにより勝利し、第10代王者となる。
その後、雁之助はGENTARO相手に防衛を果たすものの、同年9月11日の新宿FACE大会においてマスクドミステリーの挑戦を受け36分を超える死闘の末、古傷の左足をロックさせた状態のエビ固めで破れ王座から転落する。その後も雁之助はトンパチマシンガンズとGWC認定6人タッグ選手権を巡る抗争を繰り広げていたが、トンパチマシンガンズが協力者として同年に現役復帰を果たしたディック東郷を招聘、トンパチマシンガンズ with FECとして抗争が激化すると、2017年3月19日の新宿FACE大会において行われたGWC認定6人タッグ選手権において東郷のクロスフェイスによりギブアップ負けをしてしまう。そのリベンジを目的に雁之助も5月5日の後楽園ホール大会での一騎打ちを要求し、東郷もこれを飲んだため後楽園ホール大会での直接対決が決まったが、3月31日のハヤブサ一周忌追悼興行（熊本市流通情報会館）の翌日に行われた宮本との一騎打ちにおいて宮本の仕掛けた蒼魔刀（ランニングダブルニーアタック）により顔面を10箇所以上骨折、大会後長期入院と全治3ヶ月の診断が下り、東郷との一騎打ちはお預けとなった。

### 2度目の引退
2018年04月15日、ガッツワールド解散興行でミスター雁之助引退試合を行い、雁之助は影山道雄と組み藤波辰爾＆ヒロ斉藤戦にて二度目の引退を迎えた。引退後は大学時代を過ごした熊本県へ戻り、福祉会社社員として働いている。

### YouTubeチャンネル開設
2021年7月より、自身のYouTubeチャンネル『ミスター雁之助チャンネル』を開設し、今まで語る事がなかった現役時代の思い出や裏話、また視聴者の質問に対する回答等を配信している。

## 得意技
いわゆるラフ&パワーの王道ヒールファイトを展開するが、外見と裏腹に見た目にそぐわずテクニカルな丸め込みも得意とした。
ファイアーサンダー
雁之助のフィニッシュ・ホールド。現在は宮本が受け継いでいる。
技名は大仁田の得意技、サンダーファイヤーを嫌がらせの意味でひっくり返したことに由来。なお、「ファイヤー」ではなく、「ファイアー」である。
サンダーファイヤーパワーボム
FMW復帰の頃に多用していた。
リバースファイヤーサンダー
ブルズポセイドンと同型。
雁之助クラッチ
雁之助のオリジナル技。現在では多くの選手がコピーしている。
念仏パワーボム
かつて抗争していた新崎人生からコピー。
涅槃
人生との抗争時、人生の極楽固めに対抗して開発。
ラリアット
ときどき使用される。
サソリ固め
ファルコンアロー
雁之助の盟友でもあるハヤブサのオリジナル技。ハヤブサが亡くなった後の最初の試合である吉野達彦とのGWC認定シングル王座挑戦者決定戦の際、「ハヤブサー」と叫びながら旋回式のファルコンアローを決めて以来、局面を打開する技として使い続けている。
リストクラッチノーザンライトスープレックス　　
　FMW離脱前に多用していた技。
アームブリーカードロップ
相手の手首を掴みながら腕にまたがり、そのまま全体重をかけてマットに相手ごと落とす技。これ以外にも、アームバーやキーロックなどジャイアント馬場の系統を思わせるグラウンドテクニックを多用する。雁之助のFMW時代のトレーナーが後藤であり、その後藤にレスリングを指導したのが佐藤昭雄であるため、馬場をルーツとする全日本プロレスのグラウンドテクニックが受け継がれているようである。
火炎攻撃
各種凶器、反則、急所攻撃
復帰後、基本凶器や火炎など物に頼った攻撃はしていない、ただし、噛み付きや急所攻撃などの反則は試合の流れを変えるために行うことがしばしばある。何でもありが鬼神道の原点である。

## タイトル歴
NWA
- NWA世界タッグ王座（パートナーはターザン後藤）

FMW
- FMW二冠統一王座（世界ブラスナックル王座、インディペンデントワールド世界ヘビー級王座）
- 世界ブラスナックルタッグ王座（パートナーは大仁田厚）

全日本プロレス
- アジアタッグ王座（パートナーは黒田哲広）

ガッツワールドプロレスリング
- GWC認定シングル王座

## エピソード
- 大学4年生の時にハヤブサと一緒に『クイズダービー』（TBS、1990年4月28日放送分）に出場したことがある[5]。この回は「プロレス同好会（研究会）大会」で、他の2チームは早稲田大学と関西大学であった。席のネームプレートはいずれも本名の「本田雅史・江崎栄治」名義だったが、司会の徳光和夫[注 1]からはリングネームの「ソープ延長」と紹介された。江崎は「肥後ずいき」名だったが放送コードに引っ掛かったため「馬刺しおてもやん」へ改名されられたという。3チームとも最終問題にはらたいらへ賭けたが不正解だった[6]。
- なお、ソープ延長の試合は大体が両者リングアウトとなり、ソープ延長がお金を出して対戦相手に延長戦を要求するのがパターンだった[7]。
- リングネームの由来は、練習生当時、ターザン後藤に「芦屋雁之助に似ている」と言われたことから。当初は「本田雁之助」としたが、すぐ後に現在のものに改めた。このリングネームに改めた際、東京スポーツは「大仁田、雁之助売り出す」「この男の名を覚えておけ」という見出し付きで大きく報じていた。
- ターザン後藤・フライングキッド市原と共にFMWを離脱した理由については、三人とも長い間固く口を閉ざしていたが、2021年になって雁之助が自身のYouTubeチャンネルの中でその真相を語っている。雁之助によると、大仁田の引退試合二週間前の地方巡業先で、後藤欠席のもと大仁田から「自分が引退後、後藤をFMWから排除する」ことを男子プロレスラー全員の前で通達し、当時アングルで敵対はしていたものの元付き人であった雁之助は、食事の席でたまらず後藤に告白。自分の知らない間に自分を排除する事を知った後藤は、1995年4月20日、翌日行われる後楽園ホール大会を前に、あるホテルに雁之助、市原、新山勝利、そしてリングアナウンサーの荒井昌一と営業部長の高橋英樹を交え話し合いの場を設け、その席で雁之助が引退(離脱)を表明し、続いて後藤、そして市原が続き、新山は大仁田と話をしたいと即答を避け、翌日一人だけ後楽園ホールに向かったという[8]。また、ハヤブサの著書においても、後藤より先に雁之助が辞めると言い出し、「（後藤が）「おまえが辞めるなら、俺も辞める」と言った。そのくらい我慢できないことが俺たちにはあったと」述べている[9]。なお、荒井昌一が生前に執筆した本の中においても、後藤達の離脱の経緯が書かれており、大仁田から後藤に対し、当時の世相を反映したキャラクターレスラーへの変身を命じられ、それに反発した事が離脱の原因とされているが、これについては雁之助が自身のYouTubeチャンネルの中で、色々と言えない事情があったのだろうと荒井を気遣いながらも、全面的に否定している[8]。
- FMW時代のトークショーでヤクルトスワローズの昔からのファンであるとコメントしている。理由は、長崎は毎年ヤクルトの試合があったため少年時代はヤクルトに入団するのが夢だったとの事。
- 学生プロレス出身者であり、自らが相談役を勤め所属選手が学生プロレス出身者で多数を占めるガッツワールドプロレスリングが「学プロの延長」とされる風潮を嫌っている。旗揚げ10年目で初の後楽園ホール大会の模様を週刊プロレスが掲載拒否した件について、学プロの延長であることや、インディー団体の小さな大会と捉えられたことを理由として、自身のTwitter上で週刊プロレスや編集長らを痛烈に批判した。
- 伊藤ハムの内定を得ていた雁之助がFMWの入門テストを受けると知るとハヤブサも受験を決意し一緒に上京した。学生プロレス出身であることと同期生であることは隠して受験し、二人共合格したが、後に試験官を務めたターザン後藤から「おまえたち知り合いならどっちか落としたのに」と言われる。入門後はエリートとして育てられた。素質はハヤブサの方があったが、ハヤブサが細身であり尚且つ雁之助がある程度体格が出来上がっていたこともあり、大仁田や後藤のパートナーとして早くからセミやメインの試合に出場するなど先に頭角を現したのは雁之助の方だった。その後雁之助のFMW離脱と復帰を経て敵対することも多かったが、ハヤブサの事故や雁之助の引退なども含めハヤブサが亡くなるまでの間お互いが無二の親友と認め合う仲であった。
- ハヤブサが亡くなった際に、家族葬にレスラーとしては人生とともに赴きハヤブサの最期を見送った。そして翌年の2017年3月31日に地元熊本においてハヤブサ一周忌追悼興行を主催、収益の全額をハヤブサの遺族に渡した。

## 映画出演
- 平成トンパチ野郎〜男はツラだよ〜（マジカル / グラッソ）（2009年） - 主演
- 平成トンパチ野郎2（マジカル / グラッソ）（2010年） - 主演